# Remix OS
Remix OS es un sistema operativo basado en Android ahora descontinuado, disponible para computadores de escritorio. Fue desarrollado por Jide Technology, empresa formada por exempleados de Google, utilizando como base el proyecto Android-x86. Remix OS posee una interfaz más cercana a los sistemas operativos de computadores que al mismo Android.
Originalmente Jide Technology con Remix OS pretendía llevar Android a un equipo y que esto funcionase versatilmente pero pocos meses después se dieron cuenta de que podían hacer mucho más que simplemente parches de hosting. Así que decidieron crear una base de código para proporcionar apoyo en diferentes plataformas x86. Este es un proyecto de código abierto con licencia bajo licencia Apache 2.0 Público.

## Historia
Jide Technology nace con tres cofundadores; Jeremy Chau, se graduó en la Universidad de Hong Kong de Ciencia y Tecnología con una licenciatura en Ingeniería Eléctrica, y obtuvo un Máster en Ingeniería Eléctrica de la Universidad de Stanford. Se incorporó a Google en 2000. Jeremy fue el primer ingeniero en AdWords, RPC, Google Talk, entre otros proyectos. Jeremy dejó Google en 2008; Ben Luk se graduó en la Universidad de Cornell con una licenciatura en Ciencias de la Computación y tiene un Máster en Ingeniería Informática por la Universidad de Stanford. Después de graduarse, trabajó en Microsoft y Oracle. Luego, en 2003, se unió a Google y ocupó diversos cargos en la sede mundial de Estados Unidos, las oficinas de Beijing y Hong Kong. David Ko se graduó en la Universidad de Washington con una licenciatura en Ingeniería Informática. Después de graduarse, se unió a dos nuevas empresas de las cuales la última fue adquirida por Google. Se unió a Google de Estados Unidos y llevó la Oficina de Shanghái en 2011, donde se desempeñó como ingeniero de software personal. En sus 8 años en Google, David trabajó en una serie de proyectos como rastreador web, Google Finance, Google Suggest, etc. David cofundó Jide en 2014.
El 15 de julio de 2015, Jide Technology lanzó una campaña en Kickstarter para financiar el Remix Mini, un computador con Remix OS y que reunió 1,6 millones de dólares. En septiembre de ese mismo año, la empresa lanzó el tablet Jide Remix, el cual contaba con una versión modificada de Android 4.4.2.
El 12 de enero de 2016, se publicó Remix OS 2.0 alpha, basado en Android Lollipop, durante el Consumer Electronics Show de ese año. A finales de febrero, Jide Technology anunció una versión beta, que estuvo disponible desde el 1 de marzo.
El 17 de julio de 2017, Jide anunció que el desarrollo de Remix OS para PC, así como los productos relacionados con el consumidor en desarrollo, se estaba suspendiendo, indicando que la compañía estaría "reestructurando su enfoque de Remix OS y haciendo la transición fuera del consumidor. espacio".

## Características
- Multitarea: Android es un sistema en el que no en todos los dispositivos se ofrece la posibilidad de abrir múltiples pestañas al mismo tiempo. Remix OS permite abrir varias pestañas al mismo tiempo y las ventanas cuentan con las tradicionales opciones de minimizar, cerrar y maximizar como también cuentan con la posibilidad de variar su tamaño.
- Barra de tareas: Remix OS también cuenta con una barra de tareas con un menú diseñado para ser fácil y rápido, con acceso a todas y cada una de las aplicaciones, complementado con los ajustes del sistema como el wifi o el sonido.
- Notificaciones: Remix OS trabaja en pantallas más grandes por lo cual posee una barra a la derecha en la que llegan las notificaciones, si se dispone de una pantalla táctil la barra de la derecha se abrirá con un gesto.
- Atajos: Remix OS es compatible con una multitud de atajos de teclado familiares. De CTRL + N para crear un nuevo documento a CTRL + S para guardarlo cuando se haya terminado, etc.
- Funciones del botón derecho: El ratón está diseñado para dar una precisión adicional, también puede siempre darle más funcionalidad. Remix OS, despliega un menú con todas las aplicaciones diseñado para proveer un rápido acceso a las diferentes opciones.
- Nuevo administrador de archivos: con su interfaz intuitiva, el administrador de archivos contiene una colección de funcionalidades que se asegura la fácil navegación por los archivos. El acceso, la transferencia, y el guardado de archivos para centrarse en lo que se crea en lugar de dónde buscarlo.Buscador de archivos

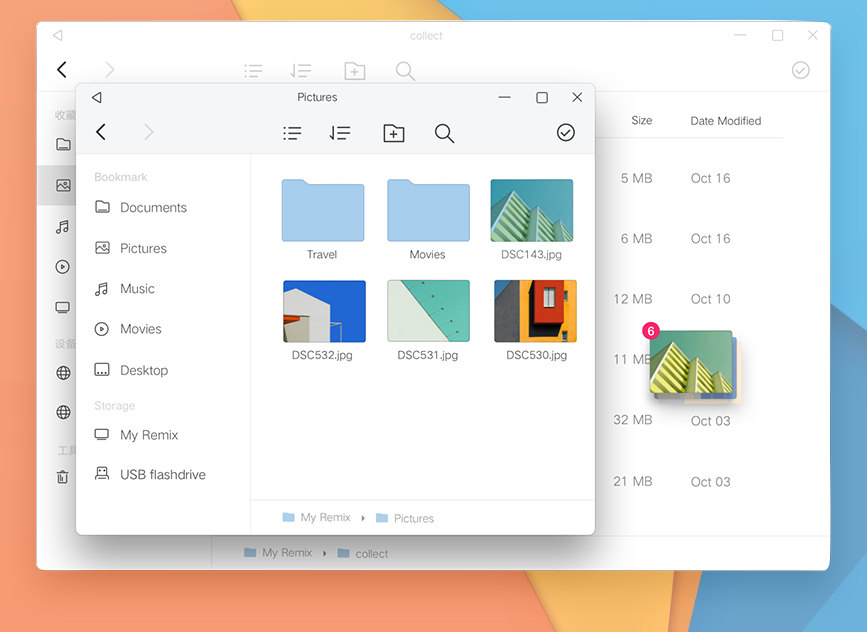
Buscador de archivos

- Acceso a las aplicaciones Google Play, con más de 1,5 millones[8] de aplicaciones, la tienda Google Play contiene el mayor universo de aplicaciones en el mundo.
- Actualizaciones: el actualizador OTA trae automáticamente la nueva versión del software de forma regular e indica los cambios que se están realizan en el sistema.[9][10]

## Historial de versiones
| Versión | Fecha                                              |         |
| ------- | -------------------------------------------------- | ------- |
| tucuman | 12 de enero de 2016                                | tucuman |
| 2.0.202 | 31 de marzo de 2016                                |         |
| 2.0.205 | 26 de abril de 2016                                |         |
| 2.0.402 | 5 de julio de 2016                                 |         |
| 2.0.403 | 15 de julio de 2016                                |         |
| 3.0.101 | 26 de julio de 2016                                |         |
| 3.0.102 | 2 de agosto de 2016                                |         |
| 3.0.203 | 1 de septiembre de 2016                            |         |
| 3.0.204 | 24 de septiembre de 2016                           |         |
| 3.0.207 | 25 de noviembre de 2016 ( última versión estable ) |         |

## Requisitos mínimos de instalación
Aunque funciona en equipos viejos con procesadores doble núcleo , se recomienda según la página oficial las siguientes características para un mayor rendimiento y uso:
- Procesador dual core de 2 GHz o superior
- Memoria de 2 GB
- Mínimo de 8 GB de espacio libre en el disco duro
- Acceso a internet para instalar apps y juegos en línea
- Para juegos exigentes se necesita una tarjeta de más de 1 Gb de video